# Fontane-Preis
Fontane-Preis ist die übliche Bezeichnung für den Hauptpreis des Kunstpreises Berlin in der Sparte Literatur. Er ist nach Theodor Fontane benannt und wurde 1949 erstmals verliehen. Seit 1971 ist die Sektion Literatur der Akademie der Künste in Berlin für die Vergabe des Fontane-Preises zuständig.
Alternative Bezeichnungen für den Fontane-Preis waren Berliner Kunstpreis für Literatur (bis 1969) bzw. Kunstpreis Berlin für Literatur (1971–2010). Seit 2011 ist Großer Kunstpreis Berlin für Literatur die entsprechende Bezeichnung.

## Geschichte
Der Berliner Kunstpreis – so lautete der Name bis 1969 – wurde 1948 gestiftet. In diesem Jahr gab es noch keine Vergabekriterien und keine Jury, stattdessen bestimmte der Senator für Volksbildung die Preisträger. Er vergab 1948 die ersten Kunstpreise nur in den Sparten Bildende Kunst und Musik.
Erst beim Beschluss der ersten Satzung zur Vergabe des Preises sah diese in § 20 einen „Preis der Literatur“ vor. Dieser setzte sich aus drei gleich ausgestatteten Preisen zusammen:
- dem Fontane-Preis für den Autor eines Romans, „der die demokratischen Ideale der Freiheit und Humanität in künstlerisch besonders überzeugender Weise zur Geltung bringt“. Der Fontane-Preis sollte am Todestag Fontanes, dem 20. September, verliehen werden.
- dem Dramatikerpreis für den Autor „des besten dramatischen Werkes des vorangegangenen Jahres“.
- dem Berliner-Literatur-Preis für den Autor eines literarischen Werkes, das „in einem Berliner Verlag erschienen sein muß“. Bei diesem Preis sollte das Werk weder ein Roman noch ein Bühnenwerk sein, da diese Kategorien schon durch die anderen Preise abgedeckt waren.

Da sich die Dreiteilung des Preises als unzweckmäßig erwies, wurde bei der erstmaligen Vergabe des Literaturpreises 1949 nur der Fontane-Preis an Hermann Kasack für seinen Roman Die Stadt hinter dem Strom verliehen. 1950 wurde überhaupt kein Literaturpreis vergeben. Am 14. Februar 1951 wurde die Dreiteilung per Senatsbeschluss wieder aufgehoben und der Verleihungstermin auf den März verlegt. Der Literaturpreis sollte von nun an als „Fontane-Preis für literarische Werke jeder Gattung“ verliehen werden.
1960 sollte die Lyrikerin Mascha Kaléko den Fontane-Preis erhalten; wegen eines ehemaligen SS-Mitgliedes in der Jury, Hans Egon Holthusen, lehnte sie dies jedoch ab.
Für den Fontane-Preis erfolgte die Bekanntgabe der Preisträger durch den Senat von Berlin auf Vorschlag einer Jury, die mehrheitlich politisch besetzt war, jedes Jahr am 18. März. Bis 1969 verlieh ihn der Regierende Bürgermeister im Auftrag des Senats von Berlin. Aufgrund des Skandals bei der Preisverleihung am 18. März 1969, bei dem die Preisträger des Fontane-Preises Wolf Biermann und des Literaturpreises der Jungen Generation Peter Schneider ihre Preise öffentlich an die Außerparlamentarische Opposition weitergaben, um demonstrativ auf die Kluft zwischen den Vertretern der bürgerlichen Ordnung und der rebellischen Jugend hinzuweisen, erfolgte im Jahr 1970 keine Vergabe des Berliner Kunstpreises einschließlich des Fontane-Preises.
Ende 1970 beschloss die Akademie der Künste neue Richtlinien zur Preisvergabe: Die Preise werden seit 1971 von der Akademie im Auftrag des Landes Berlin und ohne ein Zeremoniell verliehen. Statt der früheren sechs Hauptpreise pro Jahr gab es jährlich nur noch zwei Hauptpreise mit dem neuen Namen Kunstpreis Berlin. In jedem Jahr sollten jeweils zwei Sektionen der Akademie den Kunstpreis vergeben. Jede Sektion kam somit alle drei Jahre an die Reihe. Bei der Sektion Literatur waren es die Jahre 1972 und 1975.
Die zwei mit jeweils 15.000 DM dotierten Hauptpreise pro Jahr wurden 1978 ersetzt durch einen einzigen mit 30.000 DM dotierten Hauptpreis pro Jahr. Seitdem vergibt in jedem Jahr nur noch eine Sektion der Akademie den Kunstpreis, wobei sich die sechs Sektionen in einer festgelegten Reihenfolge abwechseln. So fällt die Vergabe des Hauptpreises nur noch alle sechs Jahre an die Sektion Literatur.
Der Hauptpreis des Kunstpreises Berlin ist seit 2002 mit 15.000 Euro dotiert und wird seit 2011 Großer Kunstpreis Berlin genannt. Der Hauptpreis in der Kategorie Literatur wird nach wie vor Fontane-Preis genannt.

## Preisträger
- 1949: Hermann Kasack
- 1951: Gerd Gaiser, Hans Werner Richter
- 1952: Kurt Ihlenfeld
- 1953: Edzard Schaper
- 1954: Albert Vigoleis Thelen
- 1955: Peter Huchel
- 1956: Hans Scholz
- 1957: Ernst Schnabel
- 1958: Günter Blöcker
- 1959: Gregor von Rezzori
- 1960: Uwe Johnson
- 1961: Martin Kessel
- 1962: Golo Mann
- 1963: Peter Huchel
- 1964: Arno Schmidt
- 1965: Victor Otto Stomps
- 1966: Walter Höllerer
- 1967: Walter Mehring
- 1968: Günter Grass
- 1969: Wolf Biermann
- 1972: Hans-Heinrich Reuter
- 1975: Hubert Fichte
- 1979: Alexander Kluge
- 1985: Brigitte Kronauer
- 1991: Gerhard Meier
- 1997: Wolfgang Hilbig
- 2003: Wilhelm Genazino
- 2009: Emine Sevgi Özdamar
- 2015: Sherko Fatah
- 2021: Annett Gröschner